# Zaglyptogastra insidiator
Zaglyptogastra insidiator är en stekelart som först beskrevs av Szepligeti 1915.  Zaglyptogastra insidiator ingår i släktet Zaglyptogastra och familjen bracksteklar. Inga underarter finns listade i Catalogue of Life.